# Siegfried Kirschen
Siegfried Kirschen (Brandenburg, 1943. október 13. – 2024. április 19.) német nemzetközi labdarúgó-játékvezető.

## Pályafutása

### Nemzeti játékvezetés
A Német Demokratikus Köztársaság (NDK) különböző labdarúgó bajnoki osztályaiban szerezte meg a szükséges tapasztalatokat. A küldési gyakorlat szerint rendszeres partbírói tevékenységet is végzett. 1972-ben lett az I. Liga játékvezetője. Az aktív nemzeti játékvezetést már az egységes Németországban - ahol az utolsó évben két bajnoki mérkőzést vezethetett -, 1991-ben fejezte be.

#### Nemzeti kupamérkőzések
Vezetett kupadöntők száma: 1.

##### Keletnémet labdarúgókupa
| Időpont         | Helyszín              | Mérkőzés típusa | Mérkőzés                              | Eredmény | Nézők száma |
| --------------- | --------------------- | --------------- | ------------------------------------- | -------- | ----------- |
| 1980. május 17. | Stadion, Kelet-Berlin | döntő           | FC Carl Zeiss Jena–FC Rot-Weiß Erfurt | 1 – 1    | 45 000      |

### Nemzetközi játékvezetés
Az NDK labdarúgó-szövetségének Játékvezető Bizottsága (JB) terjesztette fel nemzetközi játékvezetőnek, a Nemzetközi Labdarúgó-szövetség (FIFA) 1974-től tartotta nyilván bírói bírói keretében. A FIFA JB központi nyelvei közül a németet beszéli. Több nemzetek közötti válogatott és klubmérkőzést vezetett, vagy működő társának partbíróként segített. A német nemzetközi játékvezetők rangsorában, a világbajnokság-Európa-bajnokság sorrendjében a 2. helyet foglalja el 16 találkozó szolgálatával. Az UEFA által szervezett labdarúgó kupasorozatokban összesen 44 mérkőzést vezetett, amivel a 27. helyen áll. Aktív nemzetközi pályafutását a FIFA JB korhatárának egyre csökkenő mértékét figyelembe véve, 48 évesen, 1991-ben fejezte be. Válogatott mérkőzéseinek száma: 22.

#### Labdarúgó-világbajnokság
Három világbajnoki döntőhöz vezető úton Spanyolországba a XII., az 1982-es labdarúgó-világbajnokságra, Mexikóba a XIII., az 1986-os labdarúgó-világbajnokságra és Olaszországba a XIV., az 1990-es labdarúgó-világbajnokságra a FIFA JB játékvezetőként alkalmazta. A FIFA JB elvárása szerint, ha nem vezetett, akkor partbíróként tevékenykedett. 1986-ban három csoportmérkőzés közül egyen egyes számú besorolást kapott, játékvezetői sérülés esetén továbbvezethette volna a találkozót. 1990-ben kettő csoportmérkőzésen 2. számú besorolásban szolgált. Világbajnokságokon vezetett mérkőzéseinek száma: 4 + 5 (partbíró).

##### 1982-es labdarúgó-világbajnokság

###### Selejtező mérkőzés
| Időpont              | Helyszín                         | Mérkőzés típusa           | Mérkőzés          | Eredmény | Nézők száma |
| -------------------- | -------------------------------- | ------------------------- | ----------------- | -------- | ----------- |
| 1980. szeptember 24. | Ullevaal Stadion, Oslo           | előselejtező (3. csoport) | Norvégia–Románia  | 1 : 1    | 22 350      |
| 1981. szeptember 9.  | Idrætsparken Stadion, Koppenhága | előselejtező (5. csoport) | Dánia–Jugoszlávia | 1 : 2    | 48 400      |

##### 1986-os labdarúgó-világbajnokság

###### Selejtező mérkőzés
| Időpont              | Helyszín                       | Mérkőzés típusa           | Mérkőzés             | Eredmény | Nézők száma |
| -------------------- | ------------------------------ | ------------------------- | -------------------- | -------- | ----------- |
| 1985. május 22.      | Olimpiai Stadion, Helsinki     | előselejtező (3. csoport) | Finnország–Anglia    | 1 : 1    | 30 311      |
| 1985. szeptember 25. | Ramón Sánchez Stadion, Sevilla | előselejtező (7. csoport) | Spanyolország–Izland | 2 : 1    | 55 000      |

###### Világbajnoki mérkőzés
| Időpont          | Helyszín                     | Mérkőzés típusa              | Mérkőzés                | Eredmény | Nézők száma |
| ---------------- | ---------------------------- | ---------------------------- | ----------------------- | -------- | ----------- |
| 1986. június 12. | Jalisco Stadion, Guadalajara | csoportmérkőzés (D. csoport) | Brazília–Észak-Írország | 0 : 3    | 51 000      |
| 1986. június 22. | Cuauhtemoc Stadion, Puebla   | egyik negyeddöntő            | Belgium–Spanyolország   | 1 : 1    | 45 000      |

##### 1990-es labdarúgó-világbajnokság

###### Selejtező mérkőzés
| Időpont             | Helyszín                   | Mérkőzés típusa           | Mérkőzés         | Eredmény | Nézők száma |
| ------------------- | -------------------------- | ------------------------- | ---------------- | -------- | ----------- |
| 1989. február 8.    | Tsirio Stadion, Limassol   | előselejtező (5. csoport) | Ciprus–Skócia    | 2 : 3    | 25 000      |
| 1989. szeptember 6. | Olimpiai Stadion, Helsinki | előselejtező (4. csoport) | Finnország–Wales | 1 : 0    | 7 480       |

###### Világbajnoki mérkőzés
| Időpont          | Helyszín                               | Mérkőzés típusa              | Mérkőzés                 | Eredmény | Nézők száma |
| ---------------- | -------------------------------------- | ---------------------------- | ------------------------ | -------- | ----------- |
| 1990. június 17. | Marc Antonio Bentegodi Stadion, Verona | csoportmérkőzés (E. csoport) | Belgium–Uruguay          | 3 : 1    | 34 000      |
| 1990. június 23. | San Nicola Stadion, Bari               | egyik nyolcaddöntő           | Csehszlovákia–Costa Rica | 4 : 1    | 48 000      |

#### Labdarúgó-Európa-bajnokság
Négy európai-labdarúgó torna döntőjéhez vezető úton Olaszországba a VI., az 1980-as labdarúgó-Európa-bajnokságra, Franciaországba a VII., az 1984-es labdarúgó-Európa-bajnokságra, a Német Szövetségi Köztársaságba a VIII., az 1988-as labdarúgó-Európa-bajnokságra, valamint Svédországba a IX., az 1992-es labdarúgó-Európa-bajnokságra az UEFA JB játékvezetőként foglalkoztatta.

##### 1980-as labdarúgó-Európa-bajnokság

###### Selejtező mérkőzés
| Időpont        | Helyszín               | Mérkőzés típusa           | Mérkőzés            | Eredmény | Nézők száma |
| -------------- | ---------------------- | ------------------------- | ------------------- | -------- | ----------- |
| 1979. május 9. | Ullevaal Stadion, Oslo | előselejtező (2. csoport) | Norvégia–Portugália | 0 : 1    | 9 875       |

##### 1984-es labdarúgó-Európa-bajnokság

###### Selejtező mérkőzés
| Időpont           | Helyszín                           | Mérkőzés típusa           | Mérkőzés       | Eredmény | Nézők száma |
| ----------------- | ---------------------------------- | ------------------------- | -------------- | -------- | ----------- |
| 1983. április 27. | Racecourse Ground Stadion, Wrexham | előselejtező (4. csoport) | Wales–Bulgária | 1 : 0    | 9 006       |

##### 1988-as labdarúgó-Európa-bajnokság

###### Selejtező mérkőzés
| Időpont             | Helyszín                     | Mérkőzés típusa           | Mérkőzés         | Eredmény | Nézők száma |
| ------------------- | ---------------------------- | ------------------------- | ---------------- | -------- | ----------- |
| 1986. október 29.   | Wankdorf Stadion, Bern       | előselejtező (2. csoport) | Svájc–Portugália | 1 : 1    | 11 000      |
| 1987. szeptember 9. | Ninian Park Stadion, Cardiff | előselejtező (6. csoport) | Wales–Dánia      | 1 : 0    | 20 535      |

###### Európa-bajnoki mérkőzés
| Időpont          | Helyszín                  | Mérkőzés típusa              | Mérkőzés        | Eredmény | Nézők száma |
| ---------------- | ------------------------- | ---------------------------- | --------------- | -------- | ----------- |
| 1988. június 12. | Neckar Stadion, Stuttgart | csoportmérkőzés (B. csoport) | Anglia–Írország | 0 : 1    | 51 573      |

##### 1990-es labdarúgó-Európa-bajnokság

###### Selejtező mérkőzés
| Időpont           | Helyszín             | Mérkőzés típusa           | Mérkőzés             | Eredmény | Nézők száma |
| ----------------- | -------------------- | ------------------------- | -------------------- | -------- | ----------- |
| 1990. október 17. | Antas Stadion, Porto | előselejtező (6. csoport) | Portugália–Hollandia | 1 : 0    | 17 198      |

#### Nemzetközi kupamérkőzések
Vezetett kupadöntők száma: 2.

##### UEFA-kupa
Az Európai Labdarúgó-szövetség (UEFA) JB elismerve szakmai felkészültségét megbízta a döntő találkozó első mérkőzésének koordinálásával.
| Időpont        | Helyszín                 | Mérkőzés típusa      | Mérkőzés                      | Eredmény | Nézők száma |
| -------------- | ------------------------ | -------------------- | ----------------------------- | -------- | ----------- |
| 1987. május 6. | Ullevi Stadion, Göteborg | döntő első találkozó | IFK Göteborg–Dundee United FC | 1 : 0    | 50 023      |

##### UEFA-szuperkupa
| Időpont          | Helyszín                   | Mérkőzés típusa        | Mérkőzés                  | Eredmény | Nézők száma |
| ---------------- | -------------------------- | ---------------------- | ------------------------- | -------- | ----------- |
| 1989. február 8. | Philips Stadion, Eindhoven | döntő második mérkőzés | PSV Eindhoven–KV Mechelen | 1 – 0    | 17 100      |

## Sportvezetőként
1990 óta egy Brandenburgban működő labdarúgó alapítvány elnöke. Az északkeleti-német labdarúgó társaság (NOFV) igazgatótanácsának tagja. Sportvezetőként tevékenykedett a DDR Ober-ligában és a Bundesligában is.

## Szakmai sikerek
- 1994-ben a nemzetközi játékvezetés hírnevének erősítése, hazájában 10 éve a legmagasabb Ligában (osztályban) folyamatosan tevékenykedő, eredményes pályafutása elismeréseként, a FIFA JB felterjesztésére az 1965-ben alapított International Referee Special Award címmel és oklevéllel tüntette ki.
- A IFFHS (International Federation of Football History & Statistics) 1987-2011 évadokról tartott nemzetközi szavazásán 151, játékvezető besorolásával minden idők 102, legjobb bírójának rangsorolta, holtversenyben  John Blankenstein, Felix Brych, Ioan Igna, Kamikava Tóru, Jesús Díaz, Adolf Prokop társaságában.